# Dialekt gegijski języka albańskiego
Dialekt gegijski języka albańskiego – jeden z dwóch głównych dialektów języka albańskiego (obok dialektu toskijskiego), używany w północnej części kraju (rejon Szkodry), Kosowie oraz państwach sąsiadujących z Albanią.
Dialekt gegijski mocno różni się pod względem gramatycznym i leksykalnym od wariantu toskijskiego, na którym opiera się język literacki. Granicę między nimi tworzy rzeka Shkumbin oraz 41° równoleżnik; jest to również granica kulturowa.
Wczesna literatura albańska bazowała m.in. na dialekcie gegijskim. Przykładem może być mszał Gjon Buzuku, który uznawany jest za pierwszą książkę napisaną w języku albańskim.